# Jean de Tournes (père)
Pour les articles homonymes, voir Jean de Tournes.
Jean de Tournes (1504, Lyon – 1564, Lyon) est un imprimeur lyonnais du milieu du XVIe siècle. Parfois appelé Jean I de Tournes ou Jean de Tournes l’Ancien pour le distinguer de son fils et de son petit-fils appelés Jean de Tournes également. Ces derniers seront respectivement nommés par commodité Jean II de Tournes et Jean III de Tournes.

## Histoire
Issu d'une famille venue de Noyon, son père est orfèvre et vit rue de la Saunerie dans le quartier Saint-Paul. On ne sait rien de sa formation mais il présente une culture aiguisée et écrit quatre langues. Jeune, il est peut-être apprenti chez les frères Trechsel, et commence sa carrière de manière certaine chez Sébastien Gryphe. Il y compose notamment l'impression des œuvres de Luigi Alamanni.
Il a travaillé avec les plus grands poètes lyonnais de son époque : Antoine Du Moulin (qui préside à la publication de nombreuses œuvres), Maurice Scève, Louise Labé, Joachim du Bellay, Charles Fontaine ou encore Olivier de Magny. Il publie aussi de nombreuses traductions d'auteurs latins et italiens, ainsi qu'en 1561 l'édition latine du récit de Guillaume Le Sueur de l'affaire Martin Guerre.
On lui doit également la première publication des célèbres "portes" de Sebastiano Serlio en 1551 (Livre extraordinaire de l’architecture… Auquel sont demonstrees trente Portes Rustiques meslees de divers ordres. Et vingt autres d’oeuvres délicates en diverses especes), dont la traduction, selon David Clot, est alors assurée par Jean de Vauzelles. Ainsi que la première édition critique française, traduite du latin par Guillaume Philandrier du De Architectura de Vitruve en 1552.
Il travaille en collaboration avec l'illustrateur Bernard Salomon, dont les gravures illustrent les plus grands succès commerciaux de Jean de Tournes : les bibles illustrées et les Métamorphoses d'Ovide en 1557 avec La Métamorphose d'Ovide figurée. 
Il est mort de la peste, qui sévissait alors à Lyon, en septembre 1564.
Son fils, Jean II de Tournes, persécuté pour sa religion protestante, finit par quitter Lyon pour Genève en 1585. Il sera à l'origine une dynastie de libraires qui subsistera jusqu'à la fin du XVIIIe siècle.